# The Source
The Source je deváté studiové album hudebního projektu Ayreon nizozemského hudebníka Arjena Lucassena. Vydáno bylo 28. dubna 2017 prostřednictvím vydavatelství Inside Out Music. Konceptuálně se jedná o prequel k původnímu příběhu Ayreonu a Lucassena jde o určitou podobnost se stavem na planetě Zemi. Obyvatelé planety Alfa se musí potýkat s „politickými a ekologickými problémy“, rozhodnou se také vypnout veškeré stroje. Na těch se ale stali závislí, takže bez nich postupně umírají.

## Seznam skladeb

### CD 1
Všechny skladby napsal(i) Arjen Lucassen. 
| Chronicle 1: The 'Frame | Chronicle 1: The 'Frame            | Chronicle 1: The 'Frame | Chronicle 1: The 'Frame |
| Pořadí                  | Název                              | Zpěv | Délka                   |
| ----------------------- | ---------------------------------- | --- | ----------------------- |
| 1.                      | The Day That the World Breaks Down | James LaBrie, Tommy Karevik, Tommy Rogers, Simone Simons, Nils K. Rue, Tobias Sammet, Hansi Kürsch, Michael Mills, Russell Allen, Michael Eriksen, Floor Jansen | 12:31                   |
| 2.                      | Sea of Machines                    | Rogers, Eriksen, Rue, Simons, Sammet, Allen | 5:08                    |
| 3.                      | Everybody Dies                     | Mills, Karevik, Rogers, Allen, Kürsch, Eriksen, Sammet, Jansen                                                                                                  | 4:42                    |
| Celková délka:          | Celková délka:                     | Celková délka: | 22:21                   |

| Chronicle 2: The Aligning of the Ten | Chronicle 2: The Aligning of the Ten | Chronicle 2: The Aligning of the Ten                        | Chronicle 2: The Aligning of the Ten |
| Pořadí                               | Název                                | Zpěv                                                        | Délka                                |
| ------------------------------------ | ------------------------------------ | ----------------------------------------------------------- | ------------------------------------ |
| 4.                                   | Star of Sirrah                       | LaBrie, Allen, Kürsch, Sammet, Rue, Rogers, Eriksen, Jansen | 7:03                                 |
| 5.                                   | All That Was                         | Simons, Jansen, LaBrie, Eriksen                             | 3:36                                 |
| 6.                                   | Run! Apocalypse! Run!                | Karevik, Kürsch, Mills, Allen, Jansen, Sammet, Rue, LaBrie  | 4:52                                 |
| 7.                                   | Condemned to Live                    | LaBrie, Rogers, Eriksen, Simons, Karevik, Jansen            | 6:14                                 |
| Celková délka:                       | Celková délka:                       | Celková délka:                                              | 21:45                                |

### CD 2
| Chronicle 3: The Transmigration | Chronicle 3: The Transmigration | Chronicle 3: The Transmigration                                         | Chronicle 3: The Transmigration |
| Pořadí                          | Název                           | Zpěv                                                                    | Délka                           |
| ------------------------------- | ------------------------------- | ----------------------------------------------------------------------- | ------------------------------- |
| 1.                              | Aquatic Race                    | LaBrie, Sammet, Karevik, Eriksen, Allen, Simons, Rogers, Jansen, Kürsch | 6:46                            |
| 2.                              | The Dream Dissolves             | Simons, Jansen, Eriksen, Rue                                            | 6:11                            |
| 3.                              | Deathcry of a Race              | Allen, Sammet, Jansen, Karevik, Zaher Zorgati, Simons                   | 4:43                            |
| 4.                              | Into the Ocean                  | Allen, Mills, Eriksen, Kürsch, Sammet, Karevik, Rue                     | 4:53                            |
| Celková délka:                  | Celková délka:                  | Celková délka:                                                          | 22:33                           |

| Chronicle 4: The Rebirth | Chronicle 4: The Rebirth | Chronicle 4: The Rebirth                                                     | Chronicle 4: The Rebirth |
| Pořadí                   | Název                    | Zpěv                                                                         | Délka                    |
| ------------------------ | ------------------------ | ---------------------------------------------------------------------------- | ------------------------ |
| 5.                       | Bay of Dreams            | LaBrie, Rogers, Mills, Eriksen, Rue                                          | 4:24                     |
| 6.                       | Planet Y Is Alive!       | Karevik, Allen, Kürsch, Mills, Sammet, Jansen                                | 6:02                     |
| 7.                       | The Source Will Flow     | Rogers, LaBrie, Simons                                                       | 4:13                     |
| 8.                       | Journey to Forever       | Sammet, Eriksen, Kürsch                                                      | 3:19                     |
| 9.                       | The Human Compulsion     | Simons, LaBrie, Rogers, Eriksen, Allen, Rue, Sammet, Kürsch, Karevik, Jansen | 2:15                     |
| 10.                      | March of the Machines    | Mills                                                                        | 1:40                     |
| Celková délka:           | Celková délka:           | Celková délka:                                                               | 21:53                    |

## Obsazení
- Arjen Lucassen – kytary, baskytara, mandolína, syntezátor, varhany

Zpeváci
- James LaBrie
- Tommy Karevik
- Tommy Rogers
- Simone Simons
- Nils K. Rue
- Tobias Sammet
- Hansi Kürsch
- Michael Mills
- Russell Allen
- Michael Eriksen
- Floor Jansen
- Zaher Zorgati

Hudebníci
- Joost van den Broek – klavír, elektrické piano
- Mark Kelly – syntezátor
- Maaike Peterse – violoncello
- Paul Gilbert – kytara
- Guthrie Govan – kytara
- Marcel Coenen – kytara
- Ed Warby – bicí
- Ben Mathot – housle
- Jeroen Goossens – flétna, dechy